# Lysasterias
Lysasterias is een geslacht van zeesterren uit de familie Asteriidae.

## Soorten
- Lysasterias adeliae (Koehler, 1920)
- Lysasterias belgicae (Ludwig, 1903)
- Lysasterias chirophora (Ludwig, 1903)
- Lysasterias digitata A.M. Clark, 1962
- Lysasterias hemiora Fisher, 1940
- Lysasterias heteractis Fisher, 1940
- Lysasterias joffrei (Koehler, 1920)
- Lysasterias lactea (Ludwig, 1903)
- Lysasterias perrieri (Studer, 1885)